# Uljana Podpalnaja
Uljana Podpalnaja (* 13. April 1995 in Barnaul; russisch Ульяна Подпальная, englisch Uliana Podpalnaya, wissenschaftliche Transliteration Ul’jana Podpal’naja) ist eine russische Badmintonspielerin, die im Parabadminton in der Startklasse SH6 an den Start geht und eine Weltmeisterschaft-Bronzemedaille errang.

## Leben und Karriere
Gemäß eigenen Angaben wuchs sie in Barnaul auf und lebt in Sankt Petersburg.
Bei der Weltmeisterschaft 2019 in Basel verlor Podpalnaja alle drei Einzel-Gruppenspiele – gegen die Ägypterin Yasmina Eissa, die Peruanerin Rubi Milagros Fernandez Vargas und die US-Amerikanerin Katherine Valli. Das Damendoppel bestritt sie mit ihrer Landsfrau Irina Borissowa, das erste Spiel verloren die beiden gegen Rebecca Bedford/Rachel Choong und gewannen dann gegen die Ägypterin Yasmina Eissa, die mit der Inderin Ruhi Satish Shingade spielte. Im Halbfinale verloren Borissowa und Podpalnaja gegen die Peruanerin Carmen Giuliana Póveda Flores und die US-Amerikanerin Katherine Valli mit 4:21, 7:21. Die Bronzemedaille teilten sie sich mit dem polnischen Duo Daria Bujnicka/Oliwia Szmigiel.
Ihr bis dato letztes Turnier war das IBERDROLA Spanish Para Badminton International 2022 vom 9. bis zum 13. März 2022, das in Cartagena ausgetragen wurde und an dem sie unter neutraler Flagge startete. In der Gruppenphase verlor sie gegen die Polin Daria Bujnicka und Carmen Giuliana Poveda Flores und schied damit sieglos aus. Im Doppel startete sie wie bei der Weltmeisterschaft mit Irina Borissowa. Die sechs Teilnehmer spielten in einem Jeder-gegen-jeden-Turnier, Borissowa/Podpalnaja gewannen gegen Anya Butterworth (England)/Yasmina Eissa (Ägypten) und verloren alle drei weiteren Spiele: gegen Daria Bujnicka/Oliwia Szmigiel (beide aus Polen), Rubi Milagros Fernandez/Carmen Giuliana Poveda Flores (beide aus Peru) und Nithya Sre Sumathy Sivan (Indien)/Yu Yen-Wu (Chinese Taipei).
Als bekannt wurde, dass es möglicherweise zu einem Mixed-Martial-Arts zwischen dem kleinwüchsigen Chasbulla Magomedow und dem Weltmeister Chabib Abdulmanapowitsch Nurmagomedow kommen könnte kommentierte Podpalnaja, die Athletensprecherin der Russia’s Dwarf Athletic Association, dies als „unethisch“: „Es ist nicht einmal wie ein Schaukampf – sie bekommen viel Geld bezahlt und es ist eine Show, die die Leute zum Lachen bringt. Daran ist nichts Ernstes, das ist kein Sport.“ Sie könne sich derartige Sportarten als paralympische Sportart vorstellen, jedoch würden „derartige Veranstaltungen“ (wie der vorgeschlagene Kampf zwischen Magomedow und Nurmagomedow) die „Aufmerksamkeit nicht auf den Sport der Behinderten lenken. Wenn Interesse dafür auftaucht, dann nur, weil viel Geld dafür investiert wird. Und aus Sicht der sportlichen Karriere bringt es keine Perspektiven.“